# Pteridium lineare
Pteridium lineare là một loài thực vật có mạch trong họ Dennstaedtiaceae. Loài này được Ching ex S.H. Wu miêu tả khoa học đầu tiên năm 1986.